# Topologia compacto-aberto
Em topologia, a topologia compacto-aberto é uma topologia definida num espaço de funções.

## Definição
Se F é um conjunto de aplicações contínuas de X em Y, a topologia compacto-aberto em F é
a topologia para a qual uma base de vizinhanças de um elemento {\displaystyle f\in F} é dada pela intersecção de um
número finito de conjuntos da forma {\displaystyle \{g\in F:gK\subset U\}}, para todo o {\displaystyle K\subset X} compacto e
{\displaystyle U\subset Y} aberto tais que {\displaystyle fK\subset U}.